# Mamertino
Il Mamertino o Mamertino di Milazzo,  è un vino DOC istituito con decreto dello 03/09/2004 pubblicato sulla gazzetta ufficiale dell'11/09/04 n 214 e prodotto con viti coltivate nella provincia di Messina.

## Località di produzione
Abbraccia vini prodotti nei seguenti comuni tutti in provincia di Messina: Alì, Alì Terme, Barcellona Pozzo di Gotto, Basicò, Castroreale, Condrò, Falcone, Fiumedinisi, Furnari, Gualtieri Sicaminò, Itala, Librizzi, Mazzarrà Sant'Andrea, Merì, Milazzo, Monforte San Giorgio, Montalbano Elicona, Nizza di Sicilia, Oliveri, Pace del Mela, Patti, Roccalumera, Roccavaldina, Rodì Milici, San Filippo del Mela, 
Santa Lucia del Mela, San Pier Niceto, Scaletta Zanclea, Terme Vigliatore, Torregrotta, Tripi. .

## Storia
Vino vetusto di onori, prezioso e blasonato, è uno dei più antichi della storia, conosciuto sin dai tempi dei Romani. Già nel 289 a.C. i Mamertini piantarono nel territorio di Milazzo e nel circondario «una pregevole vite per la produzione di un pregevole vino» appunto del Mamertino. È un vino caldo, generoso e confortevole offerto in seguito da Giulio Cesare in occasione del banchetto per celebrare il suo terzo consolato, poi citato anche, nel De Bello Gallico.
Strabone, grande geografo romano classificò il Mamertino fra i migliori vini dell'epoca, e Plinio lo pone al quarto posto in classifica tra 195 vini, e ancora Marziale scriveva «…date al Mamertino il nome che volete, magari quello dei vini più celebri».

## I vini della DOC
- Mamertino bianco o Mamertino di Milazzo bianco
- Mamertino bianco riserva o Mamertino di Milazzo bianco riserva
- Mamertino rosso o Mamertino di Milazzo rosso
- Mamertino rosso riserva o Mamertino di Milazzo rosso riserva
- Mamertino Calabrese o Mamertino Nero d'Avola o Mamertino di Milazzo Calabrese o Mamertino di Milazzo Nero d'Avola
- Mamertino Calabrese riserva o Mamertino Nero d'Avola riserva o Mamertino di Milazzo Calabrese riserva o Mamertino di Milazzo Nero d'Avola riserva
- Mamertino Grillo - Ansonica o Mamertino Grillo - Inzolia o Mamertino di Milazzo Grillo - Ansonica o Mamertino di Milazzo Grillo - Inzolia
- Mamertino Ansonica - Grillo o Mamertino Inzolia - Grillo o Mamertino di Milazzo Ansonica - Grillo o Mamertino di Milazzo Inzolia - Grillo

## Tecniche di produzione
Per i nuovi impianti e i reimpianti la densità dei ceppi, in coltura specializzata, non può essere inferiore a 4.000 ceppi/ettaro.
Le forme di allevamento consentite sono l'alberello e la controspalliera in ambedue la potatura deve essere corta o mista. È esclusa la potatura lunga.
È vietata ogni pratica di forzatura. È consentita l'irrigazione di soccorso.
Tutte le operazioni di vinificazione debbono essere effettuate nel territorio dei comuni compresi nella DOC. L'imbottigliamento deve avvenire nella zona di vinificazione..